# الأخفش الأصغر
أبو المحاسن علي بن سليمان بن الفضل وشهرته الأَخْفَش الأَصْغَر (235هـ- 315 هـ / 849 - 927 م) هو نحوي، من أهل بغداد.
أقام بمصر من سنة 287 إلى 300 ه‍ـ كما خرج إلى حلب، ثم عاد إلى بغداد، وتوفي بها. من آثاره : «شرح سيبويه» و «الأنواء» و «المهذب».